# 寶麗金 (香港)
香港寶麗金，全名寶麗金唱片有限公司（香港）（英語：PolyGram Records Ltd. (Hong Kong)），暱稱「寶記」，乃寶麗金唱片的香港分公司，於1970年代成立，為香港培育了第一批粵語歌手，如許冠傑、譚詠麟、鍾鎮濤、張學友、李克勤、黎明、徐小鳳、陳慧嫻、關淑怡等人。八十年代末至九十年代中是其全盛時期，擁有大量的知名音樂製作人（當時歐丁玉、陳永明、向雪懷、梁榮駿、葉廣權、黃祖輝合稱六大監製，旗下歌手蔡國權、李健達本身亦為唱片監製），并曾培養出如張學友般擁有國際地位的歌手；但1997年亞洲金融風暴後業績開始回落，連番被加入新公司的舊寶麗金歌手炮轟（如1994年解約的唐韋琪指其於寶麗金三年只出版一張專輯；1997年轉到力圖唱片的黎瑞恩指寶麗金要求她灌錄不合其音樂理念的歌曲；1998年去加拿大另謀發展的內地歌手王佩更指寶麗金只把精力放在香港歌手，自1993年4月簽約六年以來只在1998年出版一張專輯《與愛共舞》等）；及後因資金不足，只能購買TVB的音樂錄影帶來做卡啦OK，最終在1999年被環球唱片收購。
另外，九龍倉集團亦曾於1981年至1999年期間持有少部份香港寶麗金的股份。
2013年，環球唱片特意重開寶麗金廠牌為其唱片公司，首位加盟歌手為陳慧嫻。2016年，達明一派宣佈再加盟寶麗金（現為母公司環球唱片旗下）。

## 初期
香港寶麗金源於1957年在香港成立的鑽石唱片（Diamond）。鑽石唱片初時業務主要為售賣歐美唱片；本地錄製以英文歌為主。60年代中香港本地樂隊興起，鑽石唱片首先為不少樂隊錄製唱片，當中包括許冠傑的蓮花樂隊，鄭東漢、泰迪羅賓、關維麟的Teddy Robin and the Playboys 等等 。1970年，鑽石唱片售予寶麗多（Polydor），易名為香港寶麗多唱片。最初管理層包括總經理鄭東漢（原鑽石唱片監製） ，馮添枝（1970年加入寶麗多為唱片監製）等人。1970年代中，寶麗多旗下歌星許冠傑轉唱粵語歌，帶起粵語流行曲在香港興起；寶麗多成為本地主要唱片公司。1979年3月1日，配合寶麗多（Polydor）母公司寶麗金（PolyGram）重組計劃，香港寶麗多改稱香港寶麗金。
在香港，部分歌星唱片用飛利浦這個品牌，包括流行音樂唱片，做法與其他國家集中古典音樂為主稍有不同。

## 過去歌手列表

### 男
- 許冠傑（1967年－1969年，1970年－1983年，1990年－1992年），1969年轉到麗風唱片，1983年轉到康藝成音，1985年转到新藝寶，1992年光榮引退樂壇，2004年復出轉到國際娛樂
- 許冠英（1977年－1985年，1993年）1985年退出歌坛，1992年复出，1993年转到新艺宝，2011年逝世
- 張國榮（1977年－1981年）1982年轉到華星唱片，1987年轉到新藝寶，1990年退出樂壇，1995年復出轉到滾石唱片，1999年轉到香港環球唱片，2003年逝世
- 區瑞強（1977年－1982年）1983年轉到百代唱片，1987年轉到銀星唱片
- 泰迪羅賓（1978年－1990年）1990年退出歌壇，1992年复出，1994年转到滚石唱片，2006年转到EC Music后再次退出乐坛
- 譚詠麟（1979年－1999年）合約轉到環球唱片
- 關正傑（1979年－1983年）1984年轉到康藝成音，1986年轉到百代唱片，其後退出歌壇
- 鍾鎮濤（1980年－1988年）1988年轉到EPIC唱片，1992年轉到香港華納唱片，2006年轉到BMA
- 彭健新（1981年－1987年）1987年解約
- 蔡國權（1982年－1992年）本身亦為唱片監製，1992年退居幕後
- 張學友（1984年－1999年，2013年－）合約轉到環球唱片。
- 李克勤（1986年－1993年）1993年轉到星光唱片，1996年轉到索尼音樂娛樂香港，1999年轉到環球唱片，2016年轉到Music Plus
- 蔣志光（1987年－1988年）1988年轉到銀星唱片，1990年轉到創意家族
- 黃凱芹（1987年－1992年）1992年轉到飛圖唱片，2002年轉到環球唱片，2006年轉到香港華納唱片，其後退出歌壇
- 黃翊（1988年－1992年）限製作約，唱片約於新艺宝，1992年被揭發與藝人黃寶欣交往被寶麗金雪藏，隨後退出樂壇
- 何家勁（1988年－1994年）1994年轉到藝能動音
- 李健達（1989年－1992年）本身亦為唱片監製，唱片約於新艺宝，1992年被指與羅大佑音樂工廠簽約而退居幕後，2014年復出
- 黎明（1990年－1998年）1998年轉到新力音樂，2004年與商人林建岳合資創立A Music並成為旗下藝人
- 鄭嘉穎（1993年－1995年）1997年轉到金点唱片，2005年復出轉到TVB旗下正視音樂
- 洪楗華（1994年－1997年）1997年轉到上華唱片
- 鄭中基（1995年－1999年）小島音樂為製作公司，合約轉到環球唱片，2001年轉到上華唱片，2003年轉到金牌娛樂
- 陳曉東（1995年－1999年）合約轉到環球唱片，2003年轉到上華唱片，2007年轉到EC Music
- 陳百祥（1995年－1996年）玩票形式短暫簽約
- 鄭家麒（1995年－1997年）1997年解約
- 吳銘聰（1995年－1997年）1997年解約
- 陳展鵬（1997年－1999年）1999年解約
- 蔡俊辉（1997年－1999年）1999年解約, 其後退出歌壇, 移民到加拿大多伦多
- 陳浩民（1998年－1999年）合約轉到環球唱片，2004年轉到新亞洲娛樂集團
- 恭碩良（1998年－1999年）合約轉到環球唱片，其後轉到太陽娛樂文化
- 梁焯皓（1999年）1999年解約

### 女
- 鄧麗君（1975年－1995年）1995年去世
- 葛劍青（1975年）1978年轉到有聲唱片
- 陳秋霞（1975年－1981年）1981年退出歌壇
- 陳麗斯（1977年－1979年）1979年退出歌壇
- 景黛音（1977年－1978年）1983年轉到永恆唱片
- 關菊英（1978年－1983年）1983年轉到華星唱片，1985年退出歌壇，2006年復出。
- 陳美玲（1980年－1982年）1985年轉到百代唱片
- 余安安（1980年－1985年）1985年退出歌壇
- 雷安娜（1980年－1989年）1987年轉到百代唱片，1989年轉到永高創意
- 蔣麗萍（1981年－1987年）1987年退出歌壇
- 露雲娜（1981年－1987年）1987年退出歌壇
- 王雅文（1982年－1984年）1984年轉到百代唱片
- 盧業瑂（1983年－1985年）1987年轉到銀星唱片
- 柳影虹（1983年－1987年）1987年退出歌壇
- 夏妙然（1985年）1985年轉到新力唱片
- 魏綺清（1985年）1987年轉到百代唱片
- 鄺美雲（1985年－1989年）1989年轉到DMI唱片1998年退出歌壇
- 徐小鳳（1986年－1992年）1992年合約期滿
- 方心美（1986年－1987年）1987年解約
- 陳慧嫻（1986年－1997年，2013年－2022年）1990年留學海外，但仍有保留合約及出唱片，1995年復出，1997年合約轉到新藝寶唱片，2003年轉到環球唱片，2013年環球唱片特意重開寶麗金廠牌為其唱片公司。[2][3]2022年5月與環球唱片之合約結束，7月轉投創意家族。
- 李明珠（1987年－1988年）1988年解約
- 周影（1989年－1991年）1991年解約
- 關淑怡（1989年－1996年）1996年解約及退出歌壇，2005年復出轉到大國文化，2007年轉到星娛樂，2018年轉到環球唱片
- 沈殿霞（1990年－1991年）玩票形式短暫簽約，2008年逝世
- 黎明詩（1991年）1991年轉到百代唱片
- 劉小慧（1991年－1994年）1994年轉到BMG唱片
- 唐韋琪（1991年－1994年）1995年轉到A L Songs
- 周慧敏（1991年－1997年）台灣由福茂唱片發行，1997年退出歌壇，2006年復出轉到香港華納唱片，2010年轉到星娛樂
- 黎瑞恩（1991年－1997年）1995年經理人公司轉到雄圖娛樂，1997年轉到力圖唱片
- 湯寶如（1992年－1998年）1998年解約，2012其後轉到musicNEXT
- 王馨平（1993年－1999年）1999年經理人公司轉到協和經紀，唱片公司轉到坎城唱片(友善的狗代理發行)
- 陳奕（1994年）1995年轉到A L Songs
- 吳君如（1995年）玩票形式短暫簽約
- 李君筑（1995年－1997年）1997年解約
- 陳琪（1995年－1997年）1997年解約
- 陳秀雯（1996年－1997年）1997年解約，1998年轉到環星音樂
- 姚琇齡（1997年－1998年）1998年解約
- 謝凱珊（1997年－1999年）1999年解約
- 李蕙敏（1998年－1999年）合約轉到環球唱片，2007年重新加盟樂意唱片，由星娛樂代理發行
- 高雪嵐（1998年－1999年）合約轉到環球唱片，2001年沿用真名為傅珮嘉正式加入樂壇，2004年轉到BMA

### 組合
- 草蜢（1988年－1997年）1997年轉到滾石唱片後成績一落千丈，各成員一度傳出有經濟困難，其中蘇志威得曾志偉幫忙轉到TVB工作，蔡一智則得到梅艷芳收留，在其創立的製作公司擔任創作總監，2005年轉到BMA
- CD Voice（1994年－1997年）台灣由福茂唱片發行，1997年解散
- 風之Group（1989年）1989年解約
- Sisters（1997年－1999年）1999年解約
- T&T（1997年－1999年）1999年解約
- 温拿樂隊（1973—1978，1981—1993）1978年獨立發展。1981年重組，1993年再度獨立發展。2008年再度重組，惟歷次重組組員不變。
- 達明一派（1984年－1990年，2016年）1990年解約，曾解散，2016年宣佈再加盟寶麗金唱片（名義上）[4]，2016年至2019年間為母公司環球唱片旗下。[1][5]

## 寶藝星唱片
寶藝星唱片（英語：IPS Records），是一家香港唱片公司，是寶麗金唱片與藝能機構（英語：In-Co Music Publishing Ltd.）合作的同屬公司，於1989年成立，第一個簽約的歌手是劉德華，1993年因藝能機構與寶麗金唱片合作關係結束而結業。其後在1993年藝能機構便成立了另一家唱片公司藝能動音。雖然寶藝星唱片跟當時的新藝寶唱片同屬寶麗金唱片的子公司，但寶藝星唱片跟新藝寶唱片的最大分別是寶藝星唱片在音樂製作和版權方面均獨立自主，它跟其後的藝能動音的歌曲版權均由藝能機構所擁有，而新藝寶唱片卻跟母公司寶麗金唱片以至其後的環球唱片共用製作資源。

### 歌手列表（1989－1993）

#### 男
- 劉德華（1990年－1992年）1992年自設新樂音樂製作轉到華納唱片
- 何寶生（1992年－1993年）1993年退出歌壇
- 伍思凱（1990年－1994年）台灣部分屬可登唱片，香港部分由寶藝星負責；1994年台灣部分轉到點將唱片後，台灣以外就是由百代唱片代理。
- 莫少聰（1991年－1993年）國語合約屬可登唱片，1993年轉到藝能動音，國語合約轉到金點唱片。

#### 女
- 吳婉芳（1990年－1993年）1993年退出歌壇
- 何詠琳（1992年－1993年）1993年退出歌壇

## 爭議
1990年代初，寶麗金市場佔有率已近乎壟斷，加上資源緊絀，因此曾訂出旗下歌手唱片銷量如果不及三萬，會檢討歌手是否適合續約的規則，就算歌手的專輯僅僅獲得白金唱片，也未必獲力捧。例如1991年黃翊《Changes》只賣白金，但因派台歌《最愛的妳》入圍勁歌金曲季選，故此仍獲得力捧直至1992年；但長期力捧的黃凱芹卻因為張學友與黎明的急速崛起而逐漸流失市場，儘管在此競爭之下仍能有每張專輯白金銷量，但卻因為進一步流失發展機會下轉會飛圖唱片。同時內地歌手在香港的市場又不大，當時已晉身四大天王之列的黎明的專輯銷量起碼有數個白金，但同期周影的兩張專輯平均只能賣5萬左右，以唱片公司的準則，是很難准許後者續約；只是平均獲得白金銷量的王菲乃新藝寶所捧，才力保不失，能繼續留守樂壇，更因《容易受傷的女人》一曲躋身樂壇天后。但隨著經濟不景、歌手不是轉入旗下新藝寶或正東唱片，就是轉會其他唱片公司（例如黎明於寶麗金賣盤前一年轉會新力音樂），這個政策在往後環球唱片不復存在，及至2008年因應環球唱片等五家唱片公司加盟香港音像聯盟而退出IFPI，環球旗下歌手已不再獲得IFPI最高銷量唱片。